# Serge Groussard
Pour les articles homonymes, voir Groussard.
Serge Groussard est un homme de lettres et journaliste français né le 18 octobre 1920 à Niort (Deux-Sèvres) et mort le 2 janvier 2016 dans la même ville,.

## Biographie
Fils du colonel Georges Groussard et de Véra Bernstein-Woolbrunn, Serge Groussard fait ses études à l’Institut Calvin à Montauban, au lycée de La Rochelle et au lycée Gouraud à Rabat, puis à la Faculté des lettres de Paris, et enfin à l'École libre des sciences politiques.
En septembre 1939, il est engagé volontaire pour la durée de la guerre, et participe comme élève officier d'infanterie aux combats sur la Loire. Agent de renseignements de la Résistance, il est arrêté en janvier 1943 par la Gestapo, condamné à trente ans de prison et déporté en Allemagne.
Il racontera cette expérience dans son premier ouvrage paru en 1946 : Le Crépuscule des vivants. Proposé au Prix Goncourt, il y obtint 3 voix contre 4 pour Histoire d'un fait divers de Jean-Jacques Gautier. Proposé au Prix Femina, il y obtint 7 voix contre 11 pour Le Temps de la longue patience de Michel Robida. Il obtiendra ce dernier prix en 1950 pour son roman La Femme sans passé.
Tout en gagnant sa vie, il termine Sciences Po, une licence ès lettres (classiques) et une licence d'anglais, et prépare l'agrégation d'anglais avec pour maître Raymond Las Vergnas. Il réussit plusieurs concours entre autres celui de l'École nationale d'administration (Ena), promotion France Combattante, 1946-47, mais il abandonne vite la fonction publique pour l'écriture.
En 1953 Serge Groussard est parachutiste militaire. D’octobre 1956 à octobre 1957 puis rappelé volontaire en 1959, lieutenant puis capitaine en Algérie, à laquelle il a consacré un récit Écrivain.
Sa carrière est consacrée au roman et au grand reportage pour Le Figaro de 1954 à 1962 ; pour l'Aurore de 1962 à 1969. Il devient ensuite conseiller et chroniqueur au Figaro de 1969 à 1975.

## Œuvres
Il est l'auteur de vingt-cinq ouvrages comprenant une vingtaine de romans dont huit adaptés au cinéma :
- 1946 : Crépuscule des vivants (roman), J. Ferenczi & Fils.
- 1948 : Pogrom (roman), J. Ferenczi & Fils.
- 1948 : Solitude espagnole, Plon. Prix International du Grand-Reportage, Prix Claude Blanchard.
- 1949 : Des gens sans importance (roman), J. Ferenczi & Fils. Prix     Populiste - Adapté au cinéma par Henri     Verneuil en 1956.
- 1950 : La Femme sans passé (roman), Gallimard. Prix Femina 1950; roman adapté au cinéma par Henri Calef en 1951 sous le titre La passante.
- 1951 : Talya (récit), Gallimard.
- 1952 : La ville de joie (roman), Gallimard.
- 1954 : Orage à Miami suivi de L'Ancêtre, Éditions La Palatine.
- 1954 : Un officier de tradition (roman), Gallimard.
- 1956 : Une chic fille, recueils de nouvelles, Grand Prix de la Nouvelle
- 1956 : Demain est là, Gallimard.
- 1957 : L'Homme dans la nuit, Éditions La Palatine.
- 1958 : La Belle espérance (roman), Gallimard.
- 1958 : Quartier chinois, Albin Michel.
- 1959 : Le Prêtre dans la nuit, Albin Michel.
- 1960 : La Passion du Maure (roman), La Table Ronde.
- 1960 : Jeunesse sauvage, Gallimard.
- 1967 : Mektoub, Prix du roman populiste
- 1970 : Tu es soleil (roman), La Table Ronde.
- 1970 : Taxi de nuit (roman), Plon.
- 1972 : L’Algérie des adieux, Plon.
- 1973 : La Médaille de sang, Denoël.
- 1974 : La Guerre oubliée, Plon.
- 1981 : Les Cobras

## Décorations[2]
- Officier de la Légion d'honneur
- Croix de guerre 1939-1945
- Médaille de la Résistance française
- Croix du combattant